# Parafia cywilno-wojskowa św. Jerzego w Sopocie
Parafia cywilno–wojskowa św. Jerzego w Sopocie – rzymskokatolicka parafia cywilno–wojskowa, usytuowana w Sopocie przy ulicy Kościuszki. Wchodzi w skład dekanatu Sopot w archidiecezji gdańskiej oraz dekanatu Marynarki Wojennej w Ordynariacie Polowym Wojska Polskiego.

## Historia
Parafia powstała w 1947 przy neogotyckim kościele poewangelickim noszącym do 1945 wezwanie Zbawiciela (Erlöserkirche) i wybudowanym w latach 1899–1901 według projektu Ludwiga von Tiedemanna, ze środków ofiarowanych przez cesarzową Augustę Wiktorię i cesarza Wilhelma II.
Dnia 8 maja 1945 świątynia została przekazana duszpasterstwu wojskowemu. Rozkazem Głównego Kwatermistrza Wojska Polskiego z dniem 1 lipca 1967, Kościół został przekazany Marynarce Wojennej.
Jej pierwszym administratorem jako parafii terytorialnej wchodzącej w skład diecezji gdańskiej w latach 1947–1986 był ks. kan. Paweł Matulewicz, późniejszy (1986–1991) proboszcz. W 1991 przy kościele garnizonowym została erygowana przez biskupa polowego Wojska Polskiego Sławoja Leszka Głódzia – parafia wojskowa, której proboszczem i kapelanem wojskowym został ks. kmdr por. Józef Kubalewski. Jej późniejszy proboszcz ks. kmdr mgr Zbigniew Rećko, został w lutym 2016 roku mianowany dziekanem dekanatu Marynarki Wojennej.
Wikariusze parafii wojskowej byli również kapelanami 7 Szpitala Marynarki Wojennej w Gdańsku Oliwie:
- 1957–1980: ks. kmdr Andrzej Wystrychowski[11]
- 1996–2004: ks. kmdr por. Marian Wydra[12][13]
- 2004–2005: ks. kmdr kan. Zbigniew Kłusek[14][15][16][17]
- 2011–2013: ks. kpt. Sebastian Semrau[18]

W 1971 w prawym bocznym ołtarzu zamontowano płaskorzeźbę Matki Bożej Częstochowskiej z kaplicy historycznego statku m/s Batory.
Kościół parafialny był od 11 grudnia 2017 do 16 czerwca 2024 siedzibą dekanatu, a jej proboszcz dziekanem.
Patronami parafii są św. Jerzy oraz Matka Boska Częstochowska – jako patronka drugorzędna z dekretu kardynała Stefana Wyszyńskiego – prymasa Polski, z dnia 26 września 1959, dzięki staraniom ówczesnego rektora ks. ppłk Wiktora Kłosowicza.

## Proboszczowie
- 1945–1946: ks. Jerzy Dunin
  - rektor kościoła garnizonowego
- 1948–1952: o. ppłk Stanisław Kałuża OFM[21]
  - rektor kościoła garnizonowego
- 1952–1956: ks. płk Franciszek Wojtyło
  - rektor kościoła garnizonowego
- 1957–1965: ks. ppłk Wiktor Kłosowicz[22]
  - rektor kościoła garnizonowego
- 1965–1980: ks. kmdr Andrzej Wystrychowski[2][11][23]
  - rektor kościoła garnizonowego
- 1980–1991: ks. kmdr Emil Dybek[24]
  - rektor kościoła garnizonowego
- 1986–1991: ks. kan. Paweł Matulewicz[3][4]
  - administrator parafii terytorialnej (1947–1986)
- 1991–1999: ks. kmdr prał. Józef Kubalewski[5][6]
- 1999–2005: ks. kmdr mgr Zbigniew Rećko[7][8]
- 2005–2010: ks. kmdr prał. mgr Roman Dziadosz[25]
- 2010–2012: ks. kmdr por. mgr Józef Michalik[26]
- 2012–2013: ks. kmdr por. mgr Jarosław Antoszewski[27]
- 2013–2024: ks. płk w st. spocz. prał. mgr Jan Wołyniec
- od 16 VI 2024: ks. kmdr ppor. SG Andrzej Szpura[28]

## Wikariusze

### Wikariusze parafii terytorialnej
- 1957–1958: ks. Alfons Pluskowski[29]
- 1959–1960: ks. dr Alojzy Rotta[30][31]
- 1962–1963: ks. Jan Wesołowski
- 1965–1968: ks. prał. Andrzej Rurarz[32][33]
- 1968–1972: ks. Jan Kozaczka[34]
- 1972–1975: ks. Henryk Tribowski[35]
- 1975–1979: ks. płk prał. mgr Jan Wołyniec
- 1979–1980: ks. Ryszard Lewarski[36]
- 1979–1980: ks. kan. mgr Andrzej Rozmus[37]
- 1980–1981: ks. Andrzej Tretyn
- 1981–1992: ks. płk prał. mgr Jan Wołyniec
- 1992–1995: ks. kan. mgr Stanisław Jarzembski[38]
- 1992–2000: o. mgr lic. Andrzej Haase OSB[39][40]
- 1995–1996: ks. kan. mgr Krzysztof Stachowski[41][42][43]
- 1996–2000: ks. kan. mgr Tadeusz Balicki[44][45]
- 2000–2006: ks. mgr lic. Janusz Witkowski[46][47]
- 2002–2008: mgr Rafał Urbański
  - przeniesiony do stanu świeckiego po 2009 (na prośbę duchownego)
- 2006–2011: ks. mgr Wojciech Gruchała[48]
- 2008–2011: ks. mgr Piotr Wrzesiński[49][50]
- 2011–2015: ks. Kazimierz Radomski[51]
- 2013–2021: ks. kan. prof. dr hab. Zdzisław Kropidłowski[52]
  - pomoc duszpasterska
- 2015–2019: ks. kan. Kazimierz Głyżewski[53]
- 2019–2024: ks. mgr lic. Marek Jóskowski[54]
- od 1 X 2024: ks. dr Jacek Meller[55]
  - pomoc duszpasterska

### Wikariusze parafii wojskowej
- 1996–2004: ks. kmdr por. mgr lic. Marian Wydra[12][13]
- 2004–2005: ks. kmdr kan. Zbigniew Kłusek[14][15][16][17]
- 2011–2013: ks. mjr Sebastian Semrau[18][56]
- 2015–2024: ks. kmdr ppor. SG Andrzej Szpura[28]
  - rezydent

## Powołania z terenu parafii
- ks. prał. Jan Majder[57][58] (wyświę. – 1964)
  - proboszcz parafii NMP Królowej Różańca Św. w gdańskiej dzielnicy Przymorze Małe w latach 1980–1999;
- ks. Ryszard Rudziński (wyświę. – 1972);
- ks. Piotr Makiłła[59][60] (wyświę. – 1980)
  - proboszcz parafii św. Antoniego z Padwy w Wocławach w latach 1986–1993;
- ks. mgr Leopold Godniewicz[61] (wyświę. – 1985);
- o. dr Janusz Maria Andrzejewski[62] OP (wyświę. – 1990);
- ks. hm. mgr Robert Mogiełka[63][64] (wyświę. – 1995)
  - proboszcz parafii św. Józefa i św. Judy Tadeusza w rumskiej dzielnicy Zagórze[65] od 2024
  - diecezjalny duszpasterz harcerzy[66][67] od 2002;
- ks. dr Jan Kaczkowski[68][69][70] (wyświę. – 2002)
  - założyciel i dyrektor Puckiego Hospicjum pw. św. Ojca Pio[71][72] w latach 2005–2016;
- ks. mgr Jan Wójcik[73] (wyświę. – 2010)
  - misjonarz i administrator parafii św. Mikołaja w Rohatyniu[74] (Ukraina) od 2014.

## Upamiętnienie dwóch wybitnych Sopocian
Z inicjatywy Urzędu Miasta Sopotu 28 marca 2017 odsłonięto i poświęcono ufundowane tablice w kościele upamiętniające dwóch wybitnych Sopocian ks. kanonika Pawła Matulewicza i ks. dr Jana Kaczkowskiego przy bocznym ołtarzu św. Józefa Robotnika. Mszy św. oraz odsłonięcia tablic dokonał dziekan Marynarki Wojennej, ks. kmdr Zbigniew Rećko.